# Ron Lapointe
Pour les articles homonymes, voir Lapointe.
Pour le trophée de la Ligue de hockey junior majeur du Québec, voir Trophée Ron-Lapointe.
Ron Lapointe (né le 12 novembre 1949  à Verdun (Québec, Canada) et mort le 23 mars 1992) est un joueur professionnel de hockey sur glace ayant connu une brève carrière de joueur. Il a également été entraîneur de hockey pendant une dizaine d'années.

## Carrière
Il ne joue que deux saisons de hockey en tant que défenseur : en 1969-1970 avec les Jets de Johnstown dans la Eastern Hockey League puis huit matchs lors de la saison suivante avec les Flags de Port Huron de la Ligue internationale de hockey.
Lapointe entreprend par la suite une  carrière d'entraîneur. Il démarre celle-ci en 1979-1980 en entraînant les Junior de Montréal de la Ligue de hockey junior majeur du Québec puis au cours des saisons suivantes passées derrière le banc de différentes équipes du circuit junior du Québec : il a entraîné les Remparts de Québec puis les Cataractes de Shawinigan.
En 1985-1986, il devient l'adjoint de Bryan Murray, l'entraîneur-chef des Capitals de Washington de la Ligue nationale de hockey. Deux saisons plus tard, en 1987-1988, il succède à André Savard en tant qu'entraîneur des Nordiques de Québec. Il doit cependant quitter son poste le 15 décembre 1988 en raison d'un cancer au rein. Dans la matinée, il a appris la nouvelle de la part du médecin de l'équipe, le Dr. Pierre Beauchemin. En soirée, il dirige son dernier match dans la LNH lors d'un affrontement contre les Canadiens au Colisée de Québec. Les Nordiques lui donnent sa dernière victoire par la marque de 6-4. Jean Perron le remplace après 34 matchs dont vingt défaites. Ron Lapointe meurt quatre ans plus tard, à l'âge de 42 ans. À la suite de son décès, la LHJMQ met en place un trophée éponyme pour le meilleur entraîneur de la saison régulière.

## Hommages
Ron Lapointe est intronisé, à titre posthume, au Temple de la renommée de la LHJMQ le 6 avril 2015 en compagnie de Mario Marois, Réal Cloutier, José Théodore et Daniel Brière (hockey sur glace).